# مری لاو
مری لاو (انگلیسی: Marie Luv؛ زاده ۱ نوامبر ۱۹۸۱) بازیگر پورنوگرافی اهل ایالات متحده آمریکا است.